# Moisés David Escalona Sulbarán
Moisés David Escalona Sulbarán es un herpetólogo venezolano. Fue Profesor Instructor del Departamento de Biología de la Facultad de Ciencias, Universidad de Los Andes (Venezuela) entre 2014 y 2016. Obtuvo su licenciatura en Biología por la Universidad de Los Andes (Venezuela) en 2013 y su grado de maestría en Zoología en 2018 y de doctorado en Ecología y Evolución de la Biodiversidad en 2022, ambos por la Pontifícia Universidade Católica do Rio Grande do Sul (Brasil).

## Taxonesdescritos
- Bolitoglossa mucuyensis García-Gutiérrez, Escalona, Mora, de Pascual & Fermin, 2013
- Boana platanera La Marca, Escalona, Castellanos, Rojas-Runjaic, Crawford, Señaris, Fouquet, Giaretta & Castroviejo-Fisher, 2021

## Abreviatura (zoología)
La abreviatura Escalona  se emplea para indicar a Moisés David Escalona Sulbarán como autoridad en la descripción y taxonomía en zoología.

## Publicaciones
2010
- Díaz, A., García, J., Mora, A., Kiyota, S. & Escalona, M. 2010 Bolitoglossa orestes and Bolitoglossa spongai. Life history. Herpetological Review, 41(2): 186-187.

2012
- Escalona, M. 2012. Cannibalism of Liophis linneatus Linnaeus (Serpentes: Colubridae) in natural conditions. Herpetotropicos, 7(1-2):35-37.
- Fermin, G., J. García, M. Escalona, A. Mora & A. Díaz de Pascual 2012. Molecular taxonomic reassessment of the Cloud Forest’s Bolitoglossa salamanders (Caudata: Plethodontidae) from Cordillera de Mérida (Mérida state, Venezuela). Zootaxa, 3356: 47–56.

2013
- García-Gutiérrez, J., Escalona, M., Mora, A., Díaz, A. & Fermin, G. 2013. A new species of salamander (Caudata: Plethodontidae, Bolitoglossa) from Sierra Nevada de Mérida, Venezuela. Zootaxa, 3620(1): 179–191.

2016
- Ceríaco,  L., Gutierrez,  E., Dubois, A., et al. 2016. Photography-based taxonomy is inadequate, unnecessary, and potentially harmful for biological sciences. Zootaxa, 4196(3): 435–445.

2017
- Escalona, M., Prieto-Torres, D.A. & Rojas-Runjaic, F.J.M. 2017. Unveiling the geographic distribution of Boana pugnax (Schmidt, 1857) (Anura, Hylidae) in Venezuela: new state records, range extension, and potential distribution. Check List, 13(5): 671–681.
- Escalona, M. 2017 Range extension for Erythrolamprus epinephelus bimaculatus (Cope, 1899) and E. e. opisthotaenius (Boulenger, 1908) in Venezuela (Serpentes: Colubridae). Herpetology Notes, 10: 511–515.

2018
- Escalona, M., Juncá, F., Giaretta, A., Crawford, A. & La Marca, E. 2019. Contrasting genetic, acoustic, and morphological differentiation in two closely related gladiator frogs (Hylidae: Boana) across a common Neotropical landscape. Zootaxa, 4609(3): 519–547. doi 10.11646/zootaxa.4609.3.8

2019
- Escalona, M., Ivo Simões, P., Gonzalez-Voyer, A. & Castroviejo-Fisher, S. 2019. Neotropical frogs and mating songs: the evolution of advertisement calls in glassfrogs. Journal of Evolutionary Biology, 32(2): 163-176. doi 10.1111/jeb.13406